# تشدید (حرکت)
تشدید نشانه ایست در خط عربی  و فارسی که اگر بر روی حرفی از کلمه‌ای بیاید آن حرف باید دو بار خوانده شود، مانند معطّر که به شکل مُ/عَط/طَر خوانده می‌شود. این حرکت که باعث دو بار خوانده شدن یک حرف می‌شود؛ هنگامی روی یک حرف قرار می‌گیرد که دو حرف یکسان که یکی بدون حرکت و دیگری دارای حرکت است، کنار هم بیایند. در نوشتار، یکی از آن دو حرفِ یکسان نوشته می‌شود و روی آن نشانه تشدید یا استوار کردن گذاشته می‌شود.

## پیدایش
این نشانه، کوچک شده حرف "س" است که ابتدای کلمه "شَدَّة" عربی کلمه استوار کردن معنی فارسی این کلمه است. نشانۀ تشدید یا استوار کردن در قرن هجدهم میلادی توسّط خلیل بن احمد فراهیدی برای نگارش اشعار پدید آمد و جایگزین نشانۀ نقطه گردید که تا پیش از این بجای تشدیدیا استوار کردن بکار می رفت.
یونی کُد آن 0651 بوده و به منظور تایپ آن، با صفحه کلید فارسی هنگامی که مکان نما درست بعد از حرف تشدید یا استوار کردن دار قرار دارد با فشار دادن دو کلید {\displaystyle Shift+F} این نشانه بر بالای آن حرف درج میگردد.